# Odontorhabdus dentipes
Odontorhabdus dentipes är en skalbaggsart som beskrevs av Aurivillius 1928. Odontorhabdus dentipes ingår i släktet Odontorhabdus och familjen långhorningar.
Artens utbredningsområde är Samoa. Inga underarter finns listade i Catalogue of Life.